# 笑うマトリョーシカ
『笑うマトリョーシカ』（わらうマトリョーシカ）は、早見和真による日本の小説。2021年11月5日に文藝春秋より出版された。
官房長官就任がうわさされる有力代議士と秘書。そんな彼らに違和感を抱いた女性記者が、隠された過去を暴くために奮闘する姿を描いた作品。
2024年6月より、TBSテレビ系「金曜ドラマ」枠でテレビドラマが放送された。

## あらすじ
プロローグ
文部科学大臣の清家一郎は最近出版した自伝『悲願』について東都新聞文化部記者の道上香苗の取材を受ける。道上は自伝の中で卒論について触れていないことを指摘し、なぜエリック・ヤン・ハヌッセンをテーマにしたのかを問うが、政策担当秘書の鈴木俊哉は首を横に振り、清家は答えない。
エピローグ
内閣官房長官の清家を東都新聞を退職して出版社に勤める道上が3年ぶりに訪問する。清家一郎にとっての今のエリック・ヤン・ハヌッセンは誰かと問う道上に対し、清家は自分にハヌッセンはいない。道上は自分たちの物語にとらわれていると答える。

## 登場人物
清家一郎（せいけ いちろう）
主人公。政治家。愛媛出身。

道上香苗（みちうえ かなえ）
新聞記者。

鈴木俊哉（すずき としや）
政務秘書官。清家の同級生。

## 書誌情報
- 早見和真『笑うマトリョーシカ』
  - 2021年11月5日発売、文藝春秋、ISBN 978-4-163-91150-2
  - 2024年6月5日発売[3]、文春文庫、ISBN 978-4-167-92226-9

## テレビドラマ
2024年6月28日から9月6日までTBSテレビ系「金曜ドラマ」枠で放送された。主演は水川あさみ。
ドラマ版では道上が主人公に変更されている。

### キャスト

#### 主要人物
道上香苗（みちうえ かなえ）〈38〉
演 - 水川あさみ（幼少期：松岡夏輝）
東都新聞の記者。元は社会部の敏腕記者だったものの、文芸部に異動させられた。
東都新聞を退職後は、先輩の山中が立ち上げた報新社にジャーナリストとして勤務する。
1年前、的場修一郎議員が再生エネ企業「エネキュア」から不正に6800万円受領していたことについて、的場の公設秘書である柏木宗男に取材を行い、証言を得た上で告発する。しかし、その後に宗男が自殺を図り、彼の妻・朋美が「夫は（香苗の）強引な取材でノイローゼになった」と週刊誌に訴えたのを機に、SNSで「殺人記者」として顔写真が拡散されるなどのバッシングを受け、夫・健太郎と話し合いの末に離婚し、息子・勇気は健太郎に引き取られる。
鈴木俊哉（すずき としや）〈43〉
演 - 玉山鉄二（学生時代：西山潤）
清家の政務秘書官。福音学園、東京大学出身。学生時代は学年一の秀才。経済産業省の元官僚。
幼い頃から政治家になる夢を抱いていたが、1994年の「BG株事件」で父が逮捕されて夢が絶たれる。
事件後に愛媛県に移り住む。高校では寮に入り、母から松山では宇野ではなく母の旧姓・鈴木を名乗って鈴木俊哉として新しい人生を送るように言われる。入学後に清家や佐々木に声をかけられて親しくなる。
高校1年生の時に清家が政治家の夢を抱いていることを知り、清家を利用して父の仇を取ることを決める。
父の通夜に佐々木と清家が急に訪れて驚くが、父のことは佐々木が清家に話したと明かす。この日、清家に「生徒会長に立候補しろ。政治家になりたいんだろ。その第一歩だよ。俺がお前を政治家にしてやる」と話す。高校の廊下で担任の一色と浩子が近い距離で話す様子を目撃。
高校2年生の時に清家の祖母が亡くなると、学校を早退し松山市から愛南町にある清家の実家を訪問している。この頃から清家の母・浩子と関係を持っていた。
政務秘書官時代に交通事故に遭って入院した。
香苗に浩子とは20年近く会っていないと話す。
自身についての記事が週刊誌に掲載されて、更迭の処分を受け政務秘書官を辞める。その後自宅に引きこもっていたが、香苗の働きかけで清家周辺の人間関係や、「BG株事件」の真実を暴くため共に行動する。
高校1年生の時に中島真一から「BG株事件」の証拠となるカセットテープが寮にいる自分宛に送られた。しかし受け取ることはなく、当時の担任・一色が浩子に渡していたことが香苗の取材で発覚する。
清家一郎（せいけ いちろう）〈43〉
演 - 櫻井翔（学生時代：青木柚、幼児期：大字永馬、幼少期：白鳥廉）
厚生労働大臣。後に内閣官房長官に就任する。未来の総理候補ともいわれる人気政治家（民和党）。西海町立船浦小学校、福音学園、早稲野大学政治経済学部出身。昭和54年4月20日生まれ。愛媛県南宇和郡西海町（現・愛南町）出身。
高校入学に伴い、浩子と松山市のマンションに同居。入学式では友達になってほしいと鈴木に声をかける。高校時代は生徒会長。高校生になり『砂の器』を読んで衝撃を受けた。自宅で『砂の器』のビデオを鈴木や佐々木と見た後で涙を流した。高校1年生の時に、物心ついた時からいつか政治家になりたい夢や、父が政治家で和田島芳孝だと鈴木と佐々木に話す。このことは「本当に心を許せる友人に出会えるまでは、誰にも話さないように」と母・浩子から言われていた。いつもつけているオメガの腕時計は和田島からもらったもので宝物。教室でクラスメイトの加地に腕時計を取り上げられて、返せと怒った。
高校2年生で生徒会長選に立候補し、鈴木に手伝って貰う。「演説中に皆が引くから絶対に泣くな」と鈴木から言われるが、演説の最後に泣く。
大学時代は東京で浩子と同居。『ナチズムにおける権力の二重構造について エリック・ヤン・ハヌッセンに関する考察』の論文を書いた。
「27歳までに僕を政治家にしてほしい」と鈴木に頼んだ。2006年に27歳で選挙に出馬して初当選。
高校時代の生徒会長選の演説で泣くつもりはなかったが、「感極まったら素直に泣いて良いこと」「鈴木と仲良くして手放すな」と浩子から言われてきたと、政治家になってから鈴木に明かす。
議員事務所には祖母と仲が良かった愛南町の書家が書いた「生者必滅　会者定離」の紙が入った額を飾っており、浩子から貰ったものである。
最終話では内閣総理大臣に就任し、憲法改正に成功している。

#### 道上の関係者
山中尊志（やまなか たかし）
演 - 丸山智己
東都新聞の社会部記者。道上の先輩。東都新聞を退職後は報新社を立ち上げる。「BG株事件」の真実について道上と調べる。
青山直樹（あおやま なおき）
演 - 曽田陵介
東都新聞の文芸部記者。道上の後輩。道上や山中が退職後も繋がりがあり、知り得た情報を提供している。
道上香織（みちうえ かおり）
演 - 筒井真理子
香苗の母。小料理屋「らんか」の店主。ドラマオリジナルキャラクター。
香苗の元夫・健太郎が入院した時には、香苗の不在時に勇気の世話をしていた。しかし香苗が仕事で帰宅が遅くなり、勇気と関わる時間が取れなくなっていることを心配している。勇気にとって「よく考えて。今がどれだけ大事なのか」と香苗に話した。
道上兼髙（みちうえ かねたか）
演 - 渡辺いっけい
香苗の父。故人。大手新聞社社会部の元記者。ドラマオリジナルキャラクター。
不動産開発会社「ビッグガリバー」の未公開株を巡る「BG（ビージー）株事件」を取材中、鈴木が事件の関係者として浮上していた宇野耕介の息子だと知り、彼と会う約束をしていたが、鈴木に指定された場所で車で待機していた矢先に事故に遭い死亡する。
車内には兼高のノートパソコンや鈴木が映った複数の写真などが有ったが、事故直後に何者かに持ち去られた。
自宅に取材ノートを置いていたが盗まれている。
宇野耕介の命日には欠かさず墓参りに訪れており、鈴木のことを気にかけていた。
生前「BG株事件」の真実を明らかにしたいと鈴木に連絡している。
旗手健太郎（はたで けんたろう）
演 - 和田正人
道上の元夫。公務員。息子がおり、自身が引き取って育てている。
腹痛と吐き気が治らず職場で救急を呼んで、杉並総合病院に入院する。急性膵炎であった。
旗手勇気（はたで ゆうき）
演 - 森優理斗（幼児期：渡瀬昊彦、中学生時：犬塚琉生）
道上と健太郎の息子。小学2年生。健次郎が病気で入院することになり、香苗と一緒に暮らす。
サトイモの煮転がしや切り干し大根といった渋い食べ物が好きである。
凜々（りんりん）
演 - 咲耶
道上の実家・小料理屋「らんか」のアルバイト。中国人。
インド人の友達と、新宿区高場町の店にモーモーチャーチャーを食べに行ったと道上に話す。高場町には友人がNPO法人「在留外国人支援機構」に用事があり、一度行っただけである。

#### 清家の関係者
佐々木光一（ささき こういち）
演 - 渡辺大（学生時代：濱尾ノリタカ）
清家の後援会の会長。松山にある日本料理店「春吉」の経営者。清家と鈴木の高校時代の同級生、学生時代は生徒会副会長。高校1年生の時に鈴木が政治家になりたかったが諦めた話を聞くと、「お前が清家のブレーンになればいい」「お前が清家を使って仇とれ」と助言している。
実家の店で「清家一郎を政治家にする会」の作戦会議をしようと鈴木や清家に提案する。
和田島芳孝（わだじま よしたか）
演 - 加藤雅也
清家の父。故人。代議士。元内閣官房長官。清家とは実の親子だが、長きに渡ってその事実が伏せられていた。
清家が民和党から選挙に立候補する際、亡き武智の代わりに応援演説をした。
坂本一紀（さかもと かずのり）
演 - 中山麻聖
清家事務所の政策担当秘書。清家や鈴木と同じ福音学園出身。
週刊誌に鈴木についての記事が出ると、清家の代理で鈴木に謹慎を伝えて、業務を引き継ぐ。
三好美和子 / 真中亜里沙
演 - 田辺桃子（第2話 - ）
清家の大学時代の恋人で、自叙伝「悲願」にも登場している。清家が大学3年生の時に運命的に出会う。三好美和子は偽名で、清家に大きな影響を与えた。清家は三好に夢中になるが、その後行方知れずになっていた。

清家浩子（せいけ ひろこ）
演 - 高岡早紀（幼少期〈劉麗蘭〉：大野りりあな、若い頃：水嶋凜）
清家一郎の母親。
若い頃東京でホステスをしており、「劉浩子」と名乗っていた。
清家嘉和と結婚し、西海町（現・愛南町）に母と移住。嘉和が亡くなり、現在は元医師の小松政重と結婚する。
鈴木が高校1年生の時に、中島から寮に住む鈴木宛にカセットが入った封筒が届いたと一色から聞く。欲しいと言って、渡して貰った。
一郎が高校2年生の時に母が亡くなる。愛南町の自宅を訪れた一郎の友人・鈴木に声をかけて関係を迫る。その後も鈴木との関係がしばらく続く。一郎のクラス担当である一色とも関係を持つ。鈴木に一郎と恋人の三好を引き離すよう依頼する。
NPO法人「在留外国人支援機構」に多額の寄付をしている。
SP
演 - 真寛
清家一郎大臣担当のSP。

#### その他
羽生雅文（はぶ まさふみ）
演 - 大鷹明良
内閣総理大臣で民和党総裁。
諸橋育夫（もろはし いくお）
演 - 矢島健一
外務大臣。与党のナンバー2。実質的には羽生総理よりも権力を握っている存在。
中島真一（なかじま しんいち）
演 - 龍輝
諸橋の元第一秘書。BG株事件に政治家が関わっている証拠を持っていた。1960年6月21日生まれ。東京大学法学部出身。
1995年7月5日、東京都江東区の自宅で早朝に自殺したとされている。同居する妻が発見し、午前6時36分に119番通報した。江東区内の病院で午前7時に死亡。
生前「証拠のことは忘れろ。絶対誰にも言うな」と妻に話した。
自宅の本棚に入れた衆議院秘書ノートに、福音学園がある愛媛県の住所と「鈴木」と書いたメモを挟んでいた。宇野の息子が福音学園に通い、鈴木と名乗っていることを知っていた。寮に入っている鈴木宛にBG株事件の証拠のカセットテープを郵送した。

武智和宏（たけち かずひろ）
演 - 小木茂光
愛媛出身の代議士。故人。清家たちと同じ福音学園出身。次期官房長官とまで言われたが、16年前の2006年に自動車事故で急逝。
藤田則永（ふじた のりなが）
演 - 国広富之
武智の元政策担当秘書。
一色清彦（いっしき きよひこ）
演 - 東根作寿英
私立福音学園高等学校の学園長。清家たちの福音学園時代の元担任。
清家が高校入学してから浩子と関係を持つ。中島から寮に住む鈴木宛の封筒を手にするが、鈴木には渡さず開封する。内容は聞かなかったが、中に入っていたカセットテープを浩子に渡す。清家が高校を卒業してからは浩子と関係がなくなる。
清家が生徒会長選に出ることになったと鈴木から声をかけられる。政治家の演説を参考にしようと思うが誰が良いかと質問を受けて、和田島芳孝だと答えた。
佐々木の実家の店で酒を飲んでいると聞き覚えのある声がして、清家、鈴木、佐々木が作戦会議をしている部屋に入る。会議の内容を聞き、歴代の生徒会長の演説原稿を3人に見せて、様々なアドバイスをしている。当時生徒会顧問で、清家が有利になるよう演説の順番をクラス順から抽選に変更する不正を行った。
鈴木の週刊誌報道後に、宇野の息子だったことを知る。
宇野耕介（うの こうすけ）
演 - 河野達郎
鈴木俊哉の父。故人。不動産開発会社「ビッグガリバー」の社長。28年前の1994年に会社の未公開株を政治家および官僚に賄賂としてばらまいたと逮捕起訴されたが、保釈中に自宅で死亡。自殺とされている。54歳。
鈴木由紀
演 - 真飛聖
鈴木俊哉の妻。赤坂にある新日本メディアプロダクションに出向中。新日本新聞の記者だった5年前の記者懇談会で、道上香苗と知り合っていた。
俊哉が事故に遭って入院している時に、「浩子に殺される」とうなされているのを目撃した。
愛媛県愛南町の消印で、俊哉宛に匿名で届いた封筒を受け取る。胸騒ぎがして中身を開けると、清家が大学時代に書いた論文が入っていた。論文を読み、清家の背後にハヌッセンのような存在がいることを確信する。清家には何度か会ったことがあるが、主体性が感じられないと思っていた。
道上に清家の論文を匿名で郵送したが、送り主が鈴木だと特定される。誰かの言いなりになっているような人が、政治家になって国を動かすのを狂っていると道上に話す。

#### ゲスト

##### 第1話
小笠原
演 - 明星真由美（第3話・第4話）
東都新聞文芸部 部長。
MC、コメンテーター、アナウンサー
演 - 恵俊彰、八代英輝、山形純菜（TBSアナウンサー）
第3次羽生内閣で初入閣した清家議員の自叙伝「悲願」を紹介するテレビ番組「ひるおび」の出演者たち。
迫田
演 - 高橋豊
元ビッグガリバー社の社員。鈴木俊哉の高校生の時の写真を見て、宇野耕介社長の一人息子に間違いないと話す。
柏木宗男
演 - 高松克弥（第2話・第8話）
的場修一郎議員の公設秘書。議員が再生エネ企業「エネキュア」から不正に6800万円受領していたことを道上香苗の取材で告発する。しかしその後自殺未遂する。その後、旗手が入院した杉並総合病院で香苗と偶然再会する（第8話）。
柏木朋美
演 - 藤堂海（第2話）
柏木宗男の妻。夫は道上香苗の強引な取材でノイローゼになったと週刊誌に告発する。
高村幸平
演 - 田野良樹（第2話・第5話）
第三次羽生内閣の官房長官。
警察官
演 - 若林秀敏
兼髙が事故に遭った原因は、相手の運転手が過労で居眠りをしてしまったことだと香苗たちに話す。
ネタ元
演 - 早見和真
山中が雀卓を共にするネタ元の男性。
黒瀬
演 - 林和義（第5話・第9話）
道上兼髙が死んだ事故の加害者。後に死亡する。
村井輝夫
演 - 宮嶋剛史（第5話・第7話・第9話）
富樫稜の部下。汚れ仕事を請け負う。
- 大塚和彦（第2話 - 第4話）

##### 第2話
西島君弘
演 - 中村育二
清家一郎が履修した早稲野大学政治経済学部のゼミの担当教授。
記者
演 - 板垣雄亮（第4話 - 第7話）、岡安泰樹（第4話 - 第7話）
政治番記者。永田町出入り禁止のハズの道上香苗が清家の囲み取材に現れたことに驚く。
部長
演 - 山本直輝
道上香苗が社会部だった頃の東都新聞社会部 部長。
医師
演 - 小沼朝生
交通事故に遭い救急搬送されてきた鈴木俊哉を担当する。
ユーチューバー
演 - 宮下貴浩
柏木秘書の自殺未遂とその妻の告発を受け、道上香苗と家族を追いまわす。
小嶋
演 - 金井良信（第3話・第6話）
鈴木秘書を車で撥ねた犯人。

##### 第3話
佐伯絵美
演 - 山田キヌヲ
昔の清家と美恵子（三好美和子）のことを知る女性。香苗は回顧録の取材として接触する。
責任者
演 - 水野智則
藤田則永が入居している特別養護老人ホーム「そよかぜ苑」の責任者。
入居者
演 - 小高三良
「そよかぜ苑」の入居者。「ふれ愛レクリエーション」のイベントで旗手勇気に折り紙を教える。
介護士
演 - 松尾百華
「そよかぜ苑」の介護士。
テレビ局員
演 - さとうかよこ
関東テレビ放送の局員。道上香苗に三好美和子のシナリオコンクール応募作「最後に笑うマトリョーシカ」の原稿を渡す。
- 藤本悠輔[37]

##### 第4話
清家嘉和
演 - 梨本謙次郎（第9話）
清家浩子の夫で清家一郎の父。愛媛の資産家だったが、交通事故で1982年に死去している。
事故当日浩子たちと一緒に東京・御徒町の親戚の家に行ったと、香苗が愛南町の警察署に取材して発覚。捜査記録に残されていた。
西川礼子
演 - 山野海（第8話・第10話）
真中亜里沙の母親。娘は何年も行方知れずで、自宅から中学か高校の時に書いたシナリオ作品が見つかるが、娘の字なのになぜか同級生「三好美和子」の名前で書いていると香苗に話した。
加地昭宏（第6話・第7話）
演 - 永岡佑（高校生時：市川理矩）
福音学園高校生の時、清家一郎と生徒会長選挙で戦ったという男性。松山城で一郎と母親を見かけたことがあると話す。現在は松山でデザイン会社経営。
清家がつけている腕時計を教室で取り上げて返さなかったので、怒った清家と掴み合いの喧嘩をする。
高校2年生の時に、生徒会長選を手伝ってくれと鈴木に声をかけるが断られる。鈴木が清家の手伝いをすると知り、「あいつが俺に勝てると思っとるん」と話す。
住職
演 - 志賀圭二郎
清家の実家の取材に訪れた道上香苗に声をかけた男性。道上香苗に清家一家のことを教える。
女性
演 - 中村真知子
勇気のインコのロッキーを保護して連絡してきた女性。
遠山伸次
演 - 山口森広
真中亜里沙の小中学校の同級生。三好美和子のグループが中心になって、亜里沙をいじめていたんじゃないかと香苗に話す。
吉良知香
演 - 東條織江
道の駅の花屋店主。真中亜里沙の中学の同級生だというので香苗が話を聞きに行ったが、その名前を聞くと固まってしまった。

##### 第5話
記者
演 - 木原勝利
鈴木俊哉からのリークで高村官房長官のスキャンダルをものにした「週刊潮代」の記者。
- 石川智徳、関田久美子

##### 第6話
代表
演 - 山口みよ子
NPO法人「在留外国人支援機構」代表。
昌子
演 - 嶋村友美
鈴木俊哉の母。旧姓は鈴木。
運転手
演 - 桐山浩一
国会議事堂前から新宿高場町まで清家浩子を乗せた「コンドルタクシー」の運転手。
秘書
演 - 齋賀正和
清家一郎の秘書。
記者
演 - 小川智弘
官房長官就任会見でのヘイトスピーチに関する発言は表現の自由を脅かすことに発展する恐れがある、と清家を質す。
リポーター
演 - 志田美由紀
宇野耕介被告が保釈中に自宅で死去したニュースを伝える。
- 田中貴裕[52]、辻京太、佐々木朋正

##### 第7話
中島弥生
演 - 舟木幸（第8話）
中島真一の妻。BG株事件の取材のために、道上兼髙が毎日自宅を訪れるが断っていた。宇野の無念を晴らすため、夫・真一の死の真相を明らかにするためにという言葉に、兼髙を信じてもいいと思って全てを話した。
亡くなった兼高の代わりに真実を追う道上香苗と鈴木が自宅を訪問し、インターホン越しに「道上」と名乗ったことで兼髙のことを思い出す。
真一はBG株事件の証拠を持っていたと話す。自殺ではなく告発しようとしたから殺されたと思っている。真一が亡くなった後、家中証拠となるものを探したがそれらしいものは見つからなかった。
自宅に来た鈴木に、真一と富樫稜が一緒に写っている写真を渡し、富樫が少し苦手だと明かす。真一が富樫を自宅に連れて来るが、廊下で誰かに向けて高圧的な様子で電話しているのを見てしまったから。真一に対する態度と随分違うことに驚いた。
住職
演 - 鶴谷嵐
宇野家の墓がある寺の住職。
植島あきら
演 - 小野田せっかく
清家一郎が街頭で応援演説する政治家。
男性
演 - 山内昭宏、豊田豪
演説する清家一郎に対し「ヘイトスピーチ厳罰化反対」を訴える聴衆の男性。
- 渡辺英雄

##### 第8話
小松政重
演 - 堀内正美（第9話・第10話）
浩子の現在の夫。元医師。足が悪い。
田所礼子
演 - 和田光沙（第9話・第10話）
小松政重のヘルパー。その正体は整形して名前も変えた真中亜里沙と判明する（第10話）。
富樫稜
演 - 吉岡睦雄（第9話）
諸橋大臣の元秘書。中島真一の後輩。1994年に失踪して行方がわからないとされたが、裏社会に通じ隠蔽などに関わっていたとされる。行きつけの麻布のBAR「NOBLE」で目撃された翌日、高月川で水死体で発見された（第9話）。
店主
演 - 宮沢大地
御徒町の居酒屋「すみれ」の店主。劉麗蘭のことは古い話で分からないと香苗に話す。
店主の母
演 - 吉田幸矢
居酒屋「すみれ」の店主の母。近所に住んでいた常連の劉さんのことを香苗に話す。随分前に愛媛に引っ越したと聞いた。知っている劉さんは生きていれば90歳は超えているという。夫がまだ生きている時のことだが、劉さんは娘と2人でよく店に来ており、酒を飲むと荒れていて中国語で捲し立てているのを見かけた。
周
演 - 春延朋也
「すみれ」の近くにある中華料理店のオーナー。劉麗蘭のことを香苗に話す。
支持者
演 - 川口貴弘、田鍋謙一郎
清家一郎の支持者。清家一郎の講演会会場の松山市支援センターに現れた道上に気付き、罵声を浴びせる。
男性
演 - 吉田亮
道上香苗を尾行し、勇気と公園で遊ぶ様子を撮影して騒ぐ男性。
刑事
演 - 高田健一、水野淳之
道上が清家嘉和の事故死に関する話を聞きに行った愛南町の警察署の捜査員。
ニュースアナ
声 - 大浦理美恵
NEWS MIDNIGHTのキャスター。街頭演説で 清家官房長官がヘイトスピーチ厳罰化法案作成に向けたプロジェクトチームの発足を発表したニュースを伝える。
スタッフ
声 - 谷麻帆
待合室の柏木宗男を呼ぶ杉並総合病院のスタッフ。

##### 第9話
劉英華（リュウ・インファ）
演 - 小山萌子（最終話）
清家浩子の母親。日本人の貿易商と戦時中に結婚し来日。その後夫に捨てられて水商売をしている時、客に迫られて身籠ったのが浩子である。
金田
演 - 本田清澄
引退した議員秘書。鈴木が富樫のことを訊きに行った。
ニュース番組MC
演 - 矢嶋俊作
テレビで清家一郎にインタビューし、ヘイトスピーチ厳罰化や首相公選制について尋ねる。
幹部
演 - 青木一平（最終話）、大原千里（最終話）
村井輝夫の証言について諸橋育夫を質す。

##### 最終話
秘書
演 - 阪田マサノブ
騒動から5年後、総理大臣となった清家一郎の秘書。
記者
演 - 高梨将
報新社の記者。
男性
演 - 中村公隆
騒動から5年後、社会部記者となった青山直樹が取材しようとする男性。
記者
演 - 山本啓之
清家に憲法改正を実現した総理大臣としての感想を訊く記者。
アナウンサー
声 - 實石あづさ
警視庁が羽生総理および諸橋前外務大臣を殺人教唆の容疑で事情聴取したニュースを伝える。
声 - 石川智徳
道上兼高を交通事故を装い殺害するよう指示したとして、警視庁が前外務大臣の諸橋育夫容疑者を逮捕したニュースを伝える。
女性、女の子
演 - 吉田恵利子、多賀優月
江戸川区地域交流センターで行われたNPO法人 里親家族支援協会の懇親会の出席者。

### スタッフ
- 原作 - 早見和真『笑うマトリョーシカ』（文春文庫）[74]
- 脚本 - いずみ吉紘、神田優[74]、福田晶平[75]
- 音楽 - 大間々昂[76]
- 主題歌 - 由薫「Sunshade」（Polydor Records）[77]
- 政治監修 - 須山義正、武田一顕[76]
- 法律監修 - 岡本直也[76]
- 児童福祉監修 - 永野咲[76]
- 警察監修 - 石坂隆昌[76]
- 医療監修 - 中澤暁雄[76]
- 演出 - 岩田和行（共同テレビ）、城宝秀則（共同テレビ）、小林義則（共同テレビ）[76]、朝比奈陽子
- 編成 - 杉田彩佳[74]
- プロデューサー - 橋本芙美（共同テレビ）[74]
- 製作 - 共同テレビ、TBS[74]

### 放送日程
| 話数                                                       | 放送日  | サブタイトル                                              | 脚本       | 演出       | 視聴率 |
| ---------------------------------------------------------- | ------- | --------------------------------------------------------- | ---------- | ---------- | ------ |
| 第1話                                                      | 6月28日 | 父は殺されたー? 若き政治家と秘書の黒い闇に新聞記者が迫る! | いずみ吉紘 | 岩田和行   | 5.3%   |
| 第2話                                                      | 7月05日 | 深まる疑惑…事故と元恋人の秘密                             | 神田優     | 岩田和行   | 4.7%   |
| 第3話                                                      | 7月12日 | 裏で操る者を追え! 秘書VS元恋人                            | いずみ吉紘 | 城宝秀則   | 5.2%   |
| 第4話                                                      | 7月19日 | 予言された悪夢と見えない敵の謎を追え!                     | 神田優     | 小林義則   | 5.9%   |
| 第5話                                                      | 7月26日 | 秘書の嘘…政治家母との衝撃の関係!?                         | 神田優     | 岩田和行   | 5.3%   |
| 第6話                                                      | 8月02日 | 政治家母VS秘書…黒幕からの衝撃の鉄槌                       | いずみ吉紘 | 城宝秀則   | 5.2%   |
| 第7話                                                      | 8月09日 | 黒幕を暴け! 記者が秘書と共に反撃開始!                     | 神田優     | 朝比奈陽子 | 5.5%   |
| 第8話                                                      | 8月16日 | 記者VS政治家母! 知られざる親子の秘密                      | 福田晶平   | 小林義則   | 5.9%   |
| 第9話                                                      | 8月23日 | 政治家母の陰謀を暴け！復讐の意味に迫る                    | いずみ吉紘 | 岩田和行   | 4.2%   |
| 第10話                                                     | 8月30日 | ついに政治家を操る者の正体発覚!?                          | 神田優     | 城宝秀則   | 5.2%   |
| 最終話                                                     | 9月06日 | 全ての謎が明らかに!道上VS操る者!                          | 神田優     | 岩田和行   | 5.8%   |
| 平均視聴率 5.3% （視聴率は関東地区・ビデオリサーチ社調べ） |         |                                                           |            |            |        |

| TBS系 金曜ドラマ                      | TBS系 金曜ドラマ                              | TBS系 金曜ドラマ                               |
| 前番組                                | 番組名                                        | 次番組                                         |
| ------------------------------------- | --------------------------------------------- | ---------------------------------------------- |
| 9ボーダー （2024年4月19日 - 6月21日） | 笑うマトリョーシカ （2024年6月28日 - 9月6日） | ライオンの隠れ家 （2024年10月11日 - 12月20日） |